# Tomás Simari
Tomás Simari (Buenos Aires, 11 de abril de 1897 – ibídem, 4 de diciembre de 1981) fue un actor de cine, radio, teatro y televisión argentino. Tuvo una extensa trayectoria artística. Era hermano del también actor Leopoldo Simari y esposo de la actriz Adelaida Soler.

## Carrera profesional
Trabajó en el teatro durante varias temporadas junto a su hermano Leopoldo y cuando este falleció pasó a ser cabeza de compañía. Realizó giras por países extranjeros y en 1946 se retiró del teatro con la obra Zazá que representó en el Teatro Casino. Empezó entonces su carrera radial con gran repercusión.
Entre sus actuaciones en radio se recuerdan su participación en el programa humorístico La familia Rampullet donde interpretaba varios personajes y era presentado como "el hombre de las mil voces" y El Sargento Medina, con libro de Juan Andrés Bruno, al igual que el anterior, programa que era presentado con estos versos:

Yo soy Lisandro Medina

El agente de la esquina, 

Cuya alegría mayor

Es decirle al superior: 

“Señor, en esta parada

nunca ha ocurrido nada

desde que la atiendo yo.

Debutó en el cine en la década de 1930 y encarnó al protagonista del filme El conventillo de la Paloma (1936). Más adelante tuvo el papel del almacenero en Para vestir santos (1955).
Escribió sus memorias, que tituló Mi historia la escribo yo.

## Filmografía
Actor
- El caradura y la millonaria (1971)
- El mundo es de los jóvenes (1970)
- Lo llamaban Bairoletto (1965)
- Para vestir santos (1955) .... Don Aldo
- Ayer fue primavera (1955)
- Tren internacional (1954)
- El último payador (1950)
- Murió el sargento Laprida (1939)
- El conventillo de la Paloma (1936)
- Loco lindo (1936) .... Don Florencio

## Televisión
- Su comedia favorita (1965) Serie

## Teatro
- 1927: A divertirse muchachos, estrenada en el Teatro Maipo.[1]